# Dareysteel
Dareysteel, nome d'arte di Solomon Paul Ojo (Delta, 11 agosto 1975), è un rapper spagnolo.

## Biografia
Dareysteel è nato nel Delta, in Nigeria, l'11 agosto del 1975. Si è avvicinato al mondo del rap e ha iniziato a cantare già all'età di dodici anni. Dareysteel ha pubblicato il suo singolo di debutto su selezioni promozionali Mixtapes a Madrid nel 2003, ma ha ottenuto più attenzione con il singolo Boom Boom, uscito nel gennaio 2014 negli Stati Uniti e in diversi paesi europei. Dareysteel è salito alla ribalta con l'uscita dei singoli Boom Boom, Shake ya Booty, Celebration,Golongolo, e Fly Higher, che ha ricevuto notevole airplay. Il video della canzone "Celebration" è uscito sulla Top40-Charts . Dareysteel è stato descritto da Vanguard come "uno dei cantanti più importanti del mondo". All'uscita diCelebration, singolo estratto dall'album Unstoppable, ha annunciato che avrebbe donato il 50% delle vendite del suo album a a varie organizzazioni di beneficenza "a sostegno delle persone senza fissa dimora e dei bambini senza madre".  Nella prima settimana di aprile 2015, Dareysteel ha pubblicato un nuovo singolo, Pump it Up, insieme a Get Down on the Floor, Hold On, How Come e Murder, in cui si schiera contro la violenza, la guerra e il crimine in Africa e nel resto del mondo. Dareysteel vede infatti la musica come un potente strumento che può essere utilizzato per combattere l'ingiustizia e portare un cambiamento positivo alla società.
Nel 2016 Dareysteel ha pubblicato  gli album Unbreakable (marzo 2016) e L'uomo dell'anno (Maggio 2016). Nella seconda settimana di luglio 2018, è uscito un nuovo album, Untouchable,

## Discografia
Album in studio
- 2012 – Dangerous
- 2015 – Unstoppable
- 2016 – Unbreakable
- 2016 – Man of the Year
- 2018 – Untouchable
- 2021 – Uplifted

EP
- 2003 – Sexy Girl
- 2003 – Changes
- 2010 – Golongolo
- 2014 – Boom Boom
- 2020 – Invisible
- 2020 – Mariana
- 2020 – I Love Your Body